# Stazione di Sassuolo Radici
La stazione di Sassuolo Radici è una delle tre stazioni ferroviarie della città di Sassuolo, in provincia di Modena.
È capolinea della ferrovia Reggio Emilia-Sassuolo, gestita da Ferrovie Emilia Romagna (FER). Si trova a breve distanza dalla stazione di Sassuolo Terminal.

## Storia
La stazione fu aperta nel 1892 dalla Società Anonima per le Ferrovie di Reggio Emilia (SAFRE), come capolinea della linea Reggio Emilia–Sassuolo. A quell'epoca, Sassuolo era già servita da una linea ferroviaria, la Modena–Sassuolo, a scartamento ridotto, gestita dalla Società Emiliana di Ferrovie Tranvie ed Automobili (SEFTA).
Con la conversione della linea Modena–Sassuolo allo scartamento ordinario (1932) le due stazioni furono collegate da un binario di raccordo, successivamente rimosso.
Dal 1º gennaio 2009, entrambe le stazioni sono gestite da Ferrovie Emilia Romagna (FER).

## Strutture e impianti
I binari di stazione sono serviti da marciapiedi alti (55 cm), che consentono l'incarrozzamento a raso. Non sono presenti sottopassi.
Il sistema di informazioni ai viaggiatori è esclusivamente sonoro, senza tabelloni video di stazione.

## Movimento
La stazione è servita dai treni regionali di Trenitalia Tper in servizio sulla tratta Reggio Emilia–Sassuolo, nell'ambito del contratto di servizio stipulato con la Regione Emilia-Romagna.
A novembre 2019, la stazione risultava frequentata da un traffico giornaliero medio di circa 757 persone (387 saliti + 370 discesi).